# 唐·麥克沃伊
唐納德·威廉·"唐"·麥克沃伊（英語：Donald William "Don" McEvoy，1928年12月3日－2004年10月9日）是一位職業足球運動員，曾效力家鄉球會哈特斯菲爾德、錫周三、丁級聯賽球隊林肯城及巴羅，他在掛靴後執教哈利法克斯、巴羅、甘士比及修夫港。
曾經在地區聯賽踢球的麥克沃伊在1945年與哈特斯菲爾德簽訂業餘合同，在1947年轉為職業球員，1949年10月在一線隊亮相。他一度擔當中鋒，在接下來的球員生涯都是中後衛，後來在效力巴羅的時候協助球隊升級。他在1961年至1952年球季結束後掛靴，在1971年退休。